# Delia apicifloralis
Delia apicifloralis este o specie de muște din genul Delia, familia Anthomyiidae, descrisă de Xue în anul 2002.
Este endemică în Gansu. Conform Catalogue of Life specia Delia apicifloralis nu are subspecii cunoscute.